# ファミリーオフィス
ファミリーオフィス（英語：Family office）は、裕福な家族の投資管理と資産管理を扱う非公開会社。
一般的に100億円以上の資産を保有する同族及び一族を対象に、投資管理や資産運用などを行い、資産を後の世代に継承し、一族が永続的に繁栄できるよう運営されている。
また、有価証券や不動産といった有形資産の管理だけではなく、税金や法律問題の管理、親族間の人間関係の調整、ボーディングスクールの手配など後継者育成業務を行うこともある。
近年は、資産を有効活用したサスティナブルな社会貢献活動の実現に向けて、財団法人および社団法人の設立支援および運営サポートなど、フィランソロピー（英語: Philanthropy）を支援する活動も重要な役割となっている。

## ファミリーオフィスの種類
ファミリーオフィスは資産規模やタイプにより3つほどに分類され、主に1000億円以上の超富裕層を対象に1つのファミリーの財産を管理するシングル・ファミリーオフィス、資産100億から1000億の複数のファミリーの財産を管理するマルチ・ファミリーオフィス、資産規模100億円未満のファミリーを対象にプライベートバンクや金融機関などが提供するコマーシャル・ファミリーオフィスとなっている。
ファミリーオフィス運営側の形態は、役員とサポートスタッフを備えた株式会社または有限責任会社であるか、またはそれと同様に運営されている。ファミリーオフィスの提供するサポートは多岐にわたるため、通常であれば、弁護士、税理士、投資顧問業者など各分野の専門家を束ねたチームを組織し、ファミリーオフィス運営者は指揮者のように、プロジェクトに応じて最適なプロ人材をアサインすることも重要な役割になる。

## 沿革
ファミリーオフィスのルーツは6世紀にさかのぼり、ヨーロッパの王族の資産を管理したのが始まりとされる（諸説あり）。
ファミリーオフィスという概念が生まれたのは、19世紀に入ってから。1838年、J.P.モルガンの一族が家族の資産を管理する「モルガン家」を設立。続いて1882年には「ロックフェラー家」がファミリーオフィスを設立したのが、この分野の先駆けとなり、本格的に普及し始めたのは1980年代。2005年以降は、テクノロジー業界の隆盛もあり超富裕層の数が記録的に増加するにつれて、ファミリーオフィスも比例して増加していった。

## 代表的な提供サービス
- 信託サービス
- 弁護士や会計士等の専門家コーディネート
- キャッシュマネジメント
- グローバル・アセット・アロケーションと投資戦略のコンサルティング
- 包括的なパフォーマンス報告
- 投資マネージャーの選定とモニタリング
- ポートフォリオ管理
- エステートプランニング
- フィランソロピーのプランニング
- 生命保険の診断
- 債務構造および分析、銀行融資
- 税務申告書作成
- 財団管理
- 事業体管理（FLP、CLT、CRT、割賦販売など）
- 航空機コンサルティング（新造機や中古機の購入、チャーター手配）
- アート買い付け、コレクション管理
- ゴルフメンバーシップアレンジメント、ラウンド手配
- コンサート、スポーツ、ファッションイベント等の各種チケット手配
- リスクマネジメントおよび資産保護コンサルティング
- 不正行為の検出／アカウンタビリティ
- 不動産管理
- ファミリービジネスアドバイザリー
- ファミリーカウンセリング、ファミリーミーティング
- リタイアメントプランニング
- 文書管理および記録管理
- 請求書支払いサービス
- パーソナルファイナンシャルステートメントの作成
- ボーディングスクールの手配など後継者育成のサポート

他

## 発展
近年ではマイクロソフト（Microsoft）創業者のビル・ゲイツ氏が、元妻のメリンダ氏と設立したファミリーオフィス（2021年5月に離婚発表後も活動を継続していくと発表）であるBMGIなどを通じて資産運用管理を行っているのをはじめ、グーグル（Google）の共同創業者セルゲイ・ブリンは、ベイショア・グローバル・マネージメント（Bayshore Global Management）をシンガポールに開設。フェイスブック（Facebook）創業者のマーク・ザッカーバーグ最高経営責任者（CEO）は、テクノロジー業界著名人の資産運用を手掛けるマルチ・ファミリーオフィスのアイコニック・キャピタルが資産運用を行うなど、テクノロジー企業の評価が急速に高まり、多くの人々が新たに富を築いたことで、欧米ではファミリーオフィスがより一般的に浸透してきている。
また、富裕層の資産を増やし管理するだけではなく、世の中を良くなるためのファミリーオフィスの役割にも近年注目が集まっている。SDGsやESG投資などを通じた社会課題の解決、美術・音楽・宗教・人道主義活動や教育活動（地域の学校から大学まで）に財源を供給するなどのフィランソロピー、財団法人および社団法人の設立支援および運営サポートなど、社会に対して貢献・還元していくことで、次の世代に豊かさをつなげていくことも富裕層及びファミリーオフィスに求められている。

## 日本における現状と課題
プロフェッショナル・サービスへのニーズが拡大し、欧米の富裕層には浸透しているファミリーオフィスだが、日本にはファミリーオフィス自体がほとんど存在していない。
その理由として、連合国軍最高司令官総司令部（GHQ）が連合国軍占領下の日本で行った財閥解体により、ファミリービジネスの富の流れが一旦途絶えたこともある。また、日本のプライベートバンクは証券会社であることが多く、基本的に金融資産運用以外のサービスは提供していないこともあり、富裕層にとってもファミリーオフィスの認知度は高くない。
しかし、日本には家族経営で行うファミリービジネスの数が欧米と比べて多く、会社という形で残っているのも特徴。国の発展のために動く富裕層が出てくるには、社会貢献活動への支援なども行うファミリーオフィスの専門家の役割が重要になってくる。